# Европско првенство у атлетици у дворани 1985 — скок увис за жене
Такмичење у скоку увис у женској конкуренцији на 16. Европском првенству у атлетици у дворани 1985. године одржано је 3. марта. у Дворани мира и пројатељства у Пиреју, (Грчка). 
Титулу европске првакиње освојену на Европском првенству у дворани 1994. у Гетеборгу није бранила Урлике Мајнфарт из Западне Немачке.

## Земље учеснице
Учествовалло је 9 такмичарки из 7 земаља.
1. аустрија (1)
2. Бугарска (1)
3. Источна Немачка (1)
4. Француска (2)
5. Мађарска (1)
6. Пољска (1)
7. Шведска (2)

## Рекорди
| Рекорди пре почетка Европског првенства у дворани 1985.     | Рекорди пре почетка Европског првенства у дворани 1985. | Рекорди пре почетка Европског првенства у дворани 1985. | Рекорди пре почетка Европског првенства у дворани 1985. | Рекорди пре почетка Европског првенства у дворани 1985. | Рекорди пре почетка Европског првенства у дворани 1985. |
| ----------------------------------------------------------- | ------------------------------------------------------- | ------------------------------------------------------- | ------------------------------------------------------- | ------------------------------------------------------- | ------------------------------------------------------- |
| Светски рекорд у дворани                                    | Тамара Бикова                                           | Совјетски Савез                                         | 2.03                                                    | Будимпешта, Мађарска                                    | 6. март 1993                                            |
| Европски рекорд у дворани                                   | Тамара Бикова                                           | Совјетски Савез                                         | 2.03                                                    | Будимпешта, Мађарска                                    | 6. март 1993                                            |
| Рекорди европских првенстава у дворани                      | Тамара Бикова                                           | Совјетски Савез                                         | 2.03                                                    | Будимпешта, Мађарска                                    | 6. март 1993                                            |
| Најбољи светски резултат сезоне у дворани                   | Стефка Костадинова                                      | Бугарска                                                | 1,97                                                    | Париз, Француска                                        | 19. јануар 1985.                                        |
| Најбољи европски резултат сезоне у дворани                  | Стефка Костадинова                                      | Бугарска                                                | 1,97                                                    | Париз, Француска                                        | 19. јануар 1985.                                        |
| Рекорди после завршеног Европског првенства у дворани 1985. |                                                         |                                                         |                                                         |                                                         |                                                         |
| Нових рекорда није било.                                    |                                                         |                                                         |                                                         |                                                         |                                                         |

## Освајачи медаља
|                             |                             |                         |
| Стефка Костадинова Бугарска | Сузане Хелм Источна Немачка | Данута Булковска Пољска |

## Резултати
| Пласман | Атлетичарка        | Земља           | Резултат | Белешка |
| ------- | ------------------ | --------------- | -------- | ------- |
|         | Стефка Костадинова | Бугарска        | 1,97     | =СРСд   |
|         | Сузане Хелм        | Источна Немачка | 1,94     |         |
|         | Данута Булковска   | Пољска          | 1,90     |         |
| 4.      | Сузане Лоренсон    | Шведска         | 1,90     |         |
| 5.      | Брижит Ружрон      | Француска       | 1,90     |         |
| 6.      | Андреа Матаи       | Мађарска        | 1,85     |         |
| 7.      | Забине Сквара      | Аустрија        | 1,85     |         |
| 8.      | Мариз Еванже Епе   | Француска       | 1,97     |         |
| 9.      | Сузана Нилсон      | Шведска         | 1,80     |         |

## Укупни биланс медаља у скоку увис за жене после 16. Европског првенства у дворани 1970—1985.
|     | Земља           |    |    |    |    |
| --- | --------------- | -- | -- | -- | -- |
| 1.  | Источна Немачка | 4  | 4  | 2  | 10 |
| 2.  | Италија         | 4  | 0  | 0  | 4  |
| 3.  | Западна Немачка | 2  | 3  | 1  | 6  |
| 4.  | Бугарска        | 2  | 0  | 1  | 3  |
| 5.  | Совјетски Савез | 1  | 2  | 0  | 3  |
| 6.  | Чехословачка    | 1  | 1  | 2  | 4  |
| 6.  | Мађарска        | 1  | 1  | 2  | 4  |
| 8.  | Аустрија        | 1  | 0  | 0  | 1  |
| 9.  | Пољска          | 0  | 2  | 5  | 7  |
| 10. | Француска       | 0  | 2  | 1  | 3  |
| 11. | Румунија        | 0  | 1  | 1  | 2  |
| 12. | Холандија       | 0  | 0  | 1  | 1  |
|     | Укупно {12}     | 16 | 16 | 16 | 48 |

|     | Атлетичарка       | Земља           |   |   |   |   |
| --- | ----------------- | --------------- | - | - | - | - |
| 1.  | Сара Симеони      | Италија         | 4 | 0 | 0 | 4 |
| 2.  | Роземари Акерман  | Источна Немачка | 3 | 0 | 0 | 3 |
| 3.  | Улрике Мејфарт    | Западна Немачка | 2 | 1 | 1 | 4 |
| 4.  | Милада Карбанова  | Чехословачка    | 1 | 1 | 2 | 4 |
| 5.  | Андреа Матаи      | Мађарска        | 1 | 1 | 0 | 2 |
| 6.  | Рита Шмит         | Источна Немачка | 1 | 0 | 2 | 3 |
| 7.  | Јорданка Благоева | Бугарска        | 1 | 0 | 1 | 2 |
| 9.  | Рита Гилдемајстер | Источна Немачка | 0 | 2 | 0 | 2 |
| 9.  | Бригите Холцапфел | Западна Немачка | 0 | 2 | 0 | 2 |
| 10, | Уршула Кјелан     | Пољска          | 0 | 1 | 3 | 4 |
| 11. | Мариз Еванже Епе  | Француска       | 0 | 1 | 1 | 2 |
| 11. | Корнелија Попеску | Румунија        | 0 | 1 | 1 | 2 |
| 13. | Данута Булковска  | Пољска          | 0 | 0 | 2 | 2 |